# کاتیا گوریرو
کاتیا گوریرو (متولد ۲۳ فوریه 1976) خواننده پرتغالی فادو متولد آفریقای جنوبی است که هشت آلبوم منتشر کرده و جوایز متعددی از جمله نشان هنر و ادبیات، درجه شوالیه از دولت فرانسه و نشان شاهزاده هنری از رئیس‌جمهور پرتغال دریافت کرده‌است.
او در وندربیجلپرک، ترانسوال، آفریقای جنوبی به دنیا آمد. بلافاصله پس از تولدش خانواده او به جزیره سائو میگل در آزور بازگشتند، جایی که او بزرگ شد.